# Kaiser-Jubiläumssäule Freiheitsplatz

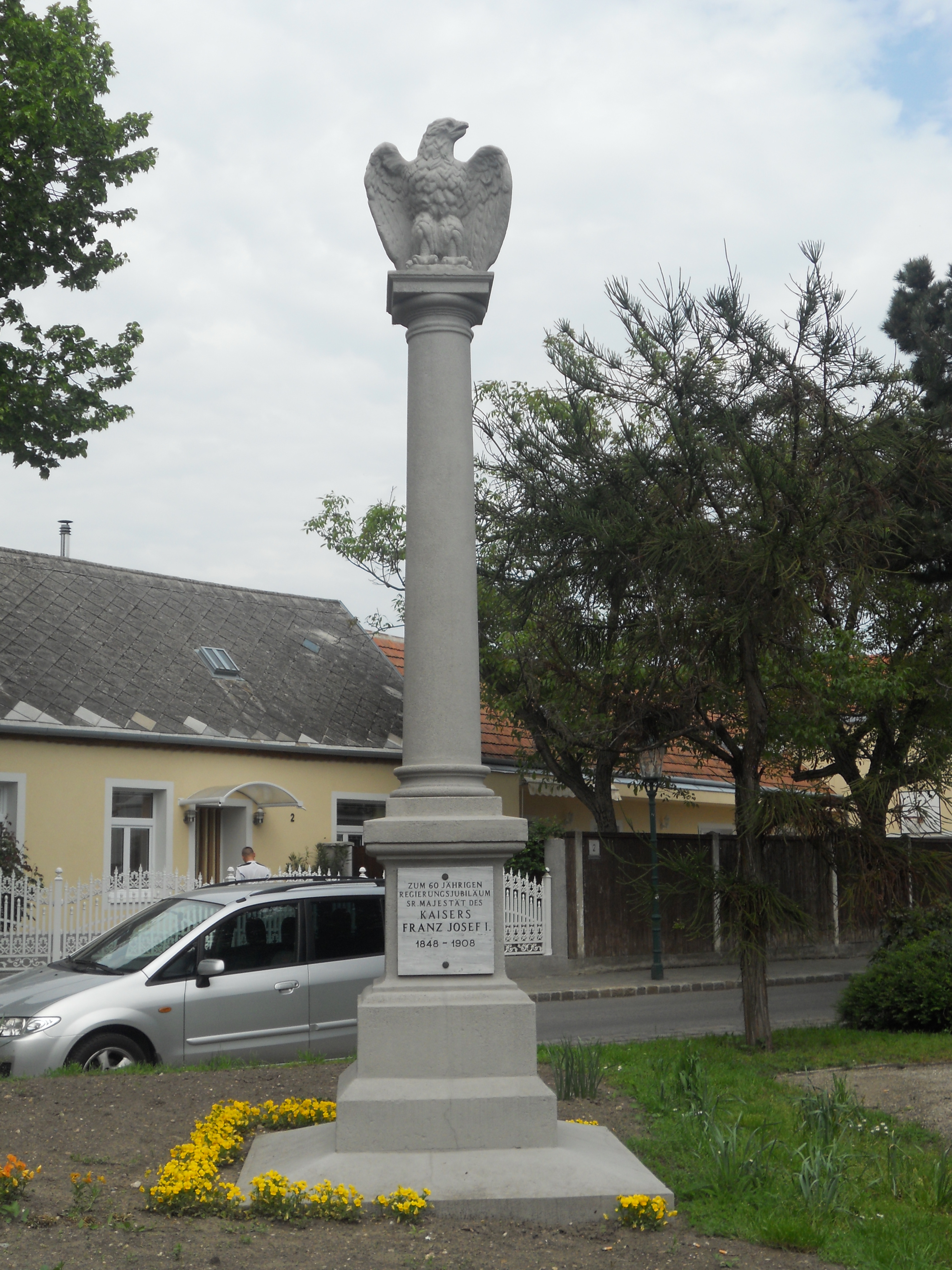
Kaiser-Jubiläumssäule in Stammersdorf

Die Kaiser-Jubiläumssäule (auch: Kaiser Franz Joseph-Jubiläumssäule) ist eine Bildsäule in einer Grünfläche am Freiheitsplatz in Stammersdorf im 21. Wiener Gemeindebezirk Floridsdorf.

## Geschichte
Die Säule wurde 1908 zum 60. Regierungsjubiläum von Kaiser Franz Joseph I. errichtet.

## Beschreibung
Über einer einstufigen Basis befindet sich ein Vierkantsockel mit Inschriftentafel. Darauf ist eine hohe Säule, die durch einen Adler bekrönt wird.

## Inschrift
Auf der Inschriftentafel ist folgende Inschrift zu lesen:
„ZUM 60 JÄHRIGEN / REGIERUNGSJUBILÄUM / SR. MAJESTÄT DES / KAISERS / FRANZ JOSEPH I. / 1848–1908“.